# Col du Galibier
De Col du Galibier is een bergpas in de Franse Alpen Hij verbindt Saint-Michel-de-Maurienne en Briançon via de Col du Télégraphe in het noorden en de Col du Lautaret in het zuiden. De pas is in de winter gesloten.
De bergrug waar de Col du Galibier deel van uitmaakt vormt een verbinding tussen het Massif des Arves en Massif des Cerces.

## Geschiedenis
De eerste begaanbare weg werd geopend in 1876 op een vroegere landsgrens. Tot het Verdrag van Turijn van 1860 lag de noordelijke beklimming in het Hertogdom Savoye, een van de vorstendommen binnen het Koninkrijk Piëmont-Sardinië; de zuidelijke beklimming lag op dat moment al op Frans grondgebied. Sinds 1860 vormt het de grens tussen de departementen Savoie en Hautes-Alpes.

## Fietsen
De bergpas is vooral bekend vanwege wielrenetappes in de Ronde van Frankrijk. Op de Galibier is ook een monument geplaatst ter nagedachtenis aan Henri Desgrange, de eerste directeur van de Ronde van Frankrijk.

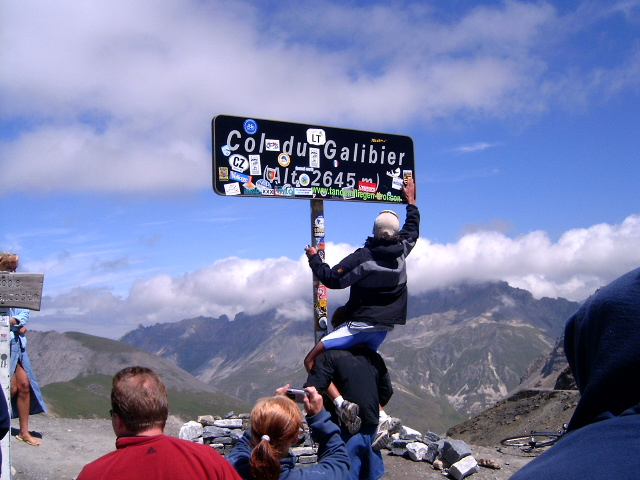
Col du Galibier

Omdat de Galibier alleen te bereiken is als de Col du Télégraphe of de Col du Lautaret is bedwongen, maakt dit deze bergpas tot een van de zwaarste Alpencols in de wielergeschiedenis.

### Profiel van de beklimming
De top van de pas is zowel vanaf de noord- als de zuidkant te bereiken. Vanaf de zuidkant lopen twee wegen omhoog, die elkaar enkele kilometers voor de top ontmoeten.

#### Vanuit het noorden

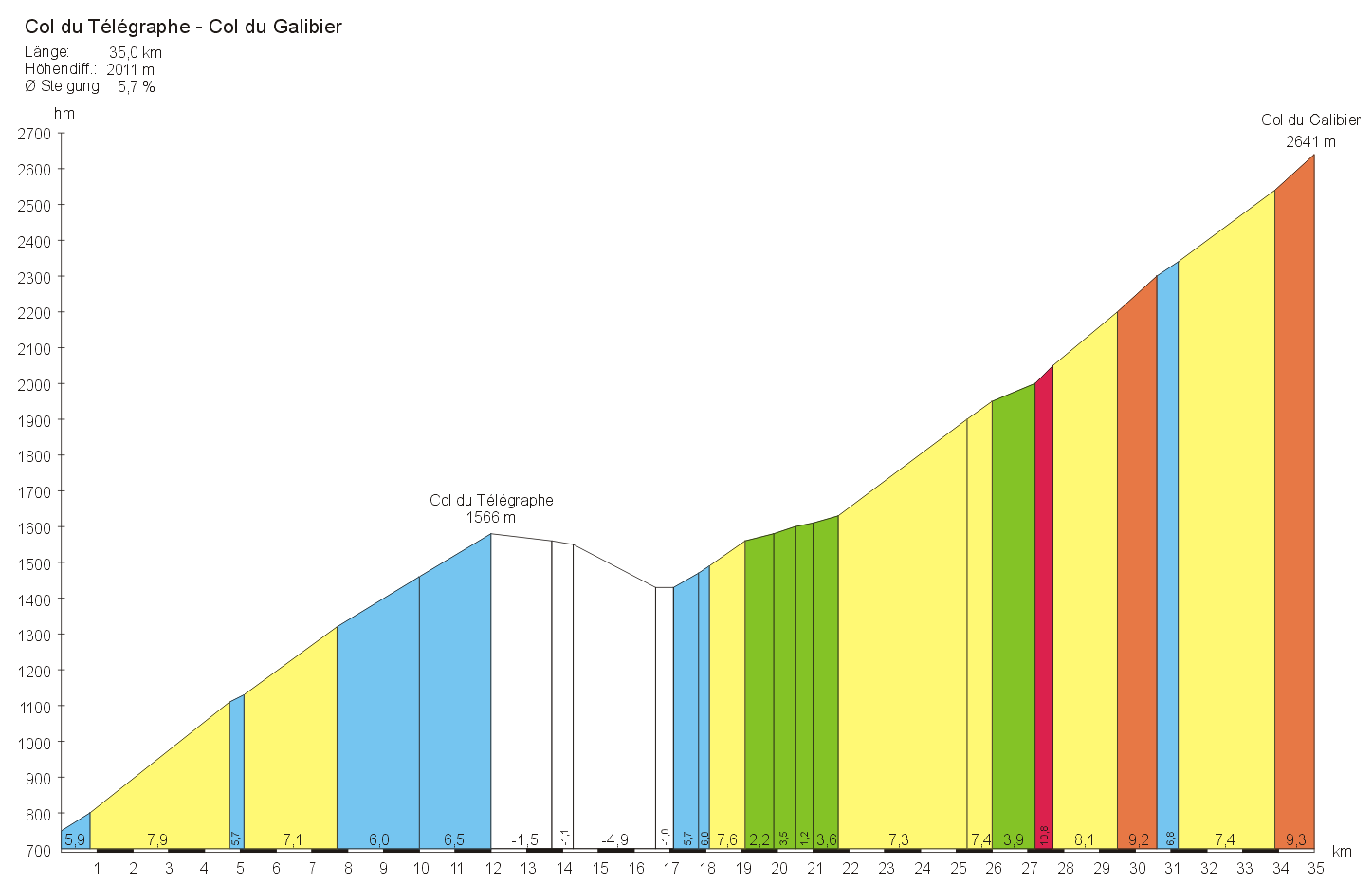
Profiel van de beklimming van de noordkant vanaf Saint-Michel-de-Maurienne.

Vanaf Saint-Michel-de-Maurienne is de lengte van de beklimming 34.5 km met een stijgingspercentage van gemiddeld 6,6 %. De beklimming van de col du Télégraphe beslaat de eerste 12 km met gemiddeld 7 % stijging; na een lichte afdaling naar het dorp Valloire begint de daadwerkelijke beklimming van de Col du Galibier. Het gemiddelde stijgingspercentage van de Galibier is 6,9 %, waarbij vooral de laatste kilometers pittig zijn met een percentage van zo'n 8,5 % (tegen de top aan zelfs ruim 10 %).
Tot 1976 bestond de enige overgang naar de andere kant van de pas uit een tunnel van 370 m lang, die echter in zulke slechte staat bleek te zijn dat hij werd gesloten. Er werd een nieuwe weg aangelegd die helemaal over de top van de pas voert en gemiddeld met 10% stijgt. Na renovatie werd de tunnel in 2002 weer geopend voor autoverkeer, waarbij stoplichten regelen vanaf welke kant het verkeer gebruik mag maken van de tunnel. Voor fietsers is de tunnel verboden.

#### Vanuit het zuiden
Vanuit het zuiden kan men de pas vanuit Briançon of vanuit Bourg d'Oisans beklimmen.
Vanuit het zuidoosten (Briançon) is de klim 37 km lang. De eerste 14 kilometers tot aan Monêtier zijn eigenlijk meer vals plat, met een stijgingspercentage van gemiddeld 3 %. De 14,5 km naar de Col du Lautaret op 2058 m hoogte stijgen wat meer, maar het blijft relatief bescheiden met 4 tot 5 %. Daarna blijven er, vanaf het monument voor Henri Desgrange, nog 8 pittige kilometers over, waar het stijgingspercentage tussen de 9 en 12 % bedraagt.
Men kan de klim ook maken vanuit het zuidwesten, vanaf Bourg d'Oisans (onderaan de Alpe d'Huez).

### Beklimmingen tijdens de Ronde van Frankrijk

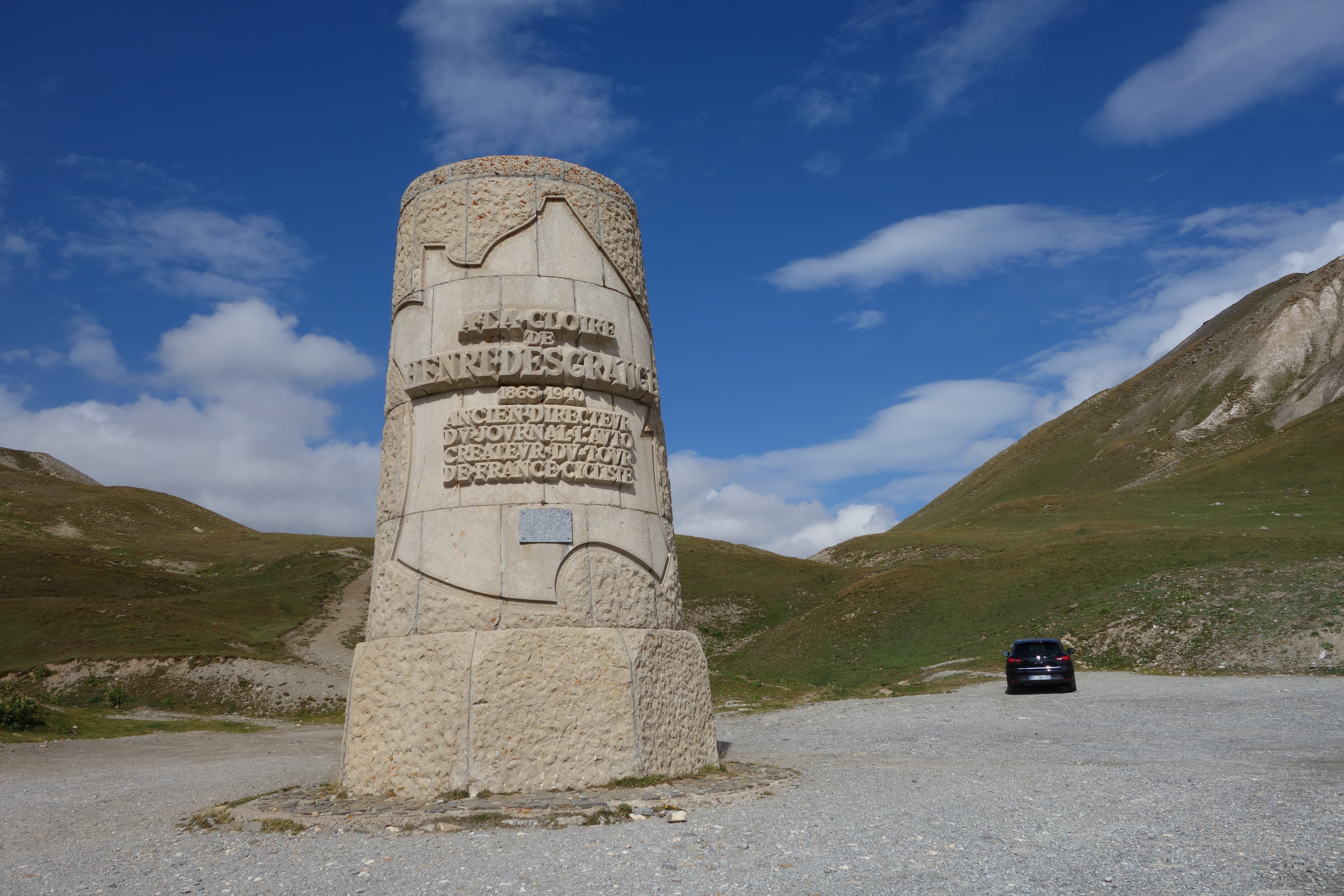
Monument Henri Desgrange

De allereerste beklimming van de Galibier in de Ronde was in de tour van 1911. Sedertdien tot en met de editie van 1939, werd de Galibier elk jaar opgenomen in het rondeboek.
Bovenop de Galibier staat het monument voor Henri Desgrange, de oprichter van de Ronde van Frankrijk; het was zijn favoriete beklimming. Sinds 1947 is er een prijs voor degene die als eerste in de tour de Col du Galibier bereikt, het Souvenir Henri Desgrange. Als de Galibier met zijn 2.646m niet in de route van de tour opgenomen is, wordt deze prijs uitgereikt aan degene die als eerste het dak van de tour (= de hoogste bergpas van dat jaar) bereikt, tenzij dat de Tourmalet (2.115m) is. Dat is omdat aan deze col al een prijs verbonden is, de Souvenir Jacques-Goddet; de tweede hoogste col is dan de plaats waar de prijs verworven kan worden. Dit was in bijvoorbeeld 2012 het geval, toen de eerste passage van de Col de la Croix-de-Fer (2.068 m) het Souvenir Henri Desgrange opleverde. 
| Jaar     | Eerste boven                           | Land                                   | Cat. |
| -------- | -------------------------------------- | -------------------------------------- | ---- |
| 1911     | Émile Georget                          | FRA                                    |      |
| 1912     | Eugène Christophe                      | FRA                                    |      |
| 1913     | Marcel Buysse                          | BEL                                    | -    |
| 1914     | Henri Pélissier                        | FRA                                    | -    |
| 1919     | Honoré Barthélémy                      | FRA                                    | -    |
| 1920     | Firmin Lambot                          | BEL                                    | -    |
| 1921     | Honoré Barthélémy                      | FRA                                    | -    |
| 1922     | Émile Masson                           | BEL                                    | -    |
| 1923     | Henri Pélissier                        | FRA                                    | -    |
| 1924     | Bartolomeo Aimo                        | ITA                                    | -    |
| 1925     | Lucien Buysse                          | BEL                                    | -    |
| 1926     | Omer Huyse                             | BEL                                    | -    |
| 1927     | Antonin Magne                          | FRA                                    | -    |
| 1928     | Auguste Verdyck                        | BEL                                    | -    |
| 1929     | Gaston Rebry                           | BEL                                    | -    |
| 1930     | Pierre Magne en Benoît Faure           | FRA                                    | -    |
| 1931     | Jef Demuysere                          | BEL                                    | -    |
| 1932     | Francesco Camusso                      | ITA                                    | -    |
| 1933     | Vicente Trueba                         | ESP                                    | -    |
| 1934     | Federico Ezquerra                      | ESP                                    | -    |
| 1935     | Gabriel Ruozzi                         | FRA                                    | -    |
| 1936     | Federico Ezquerra                      | ESP                                    | -    |
| 1937     | Gino Bartali                           | ITA                                    | -    |
| 1938     | Mario Vicini                           | ITA                                    | -    |
| 1939     | Dante Gianello                         | FRA                                    | -    |
| 1947     | Fermo Camellini                        | ITA                                    | 1    |
| 1948     | Lucien Teisseire                       | FRA                                    | 2    |
| 1952     | Fausto Coppi                           | ITA                                    | 1    |
| 1954     | Federico Bahamontes                    | ESP                                    | 1    |
| 1955     | Charly Gaul                            | LUX                                    | 1    |
| 1957     | Marcel Janssens                        | BEL                                    | 1    |
| 1959     | Charly Gaul                            | LUX                                    | 2    |
| 1964     | Federico Bahamontes                    | ESP                                    | 1    |
| 1966     | Julio Jiménez                          | ESP                                    | 1    |
| 1967     | Julio Jiménez                          | ESP                                    | 1    |
| 1969     | Eddy Merckx                            | BEL                                    | 1    |
| 1972     | Joop Zoetemelk                         | NED                                    | 1    |
| 1973     | Luis Ocaña                             | ESP                                    | 1    |
| 1974     | Vicente López Carril                   | ESP                                    | 1    |
| 1979     | Lucien Van Impe                        | BEL                                    | HC   |
| 1980     | Johan De Muynck                        | BEL                                    | HC   |
| 1984     | Francisco Rodríguez                    | COL                                    | HC   |
| 1986     | Luis Herrera                           | COL                                    | HC   |
| 1987     | Pedro Muñoz                            | ESP                                    | HC   |
| 1989     | Gert-Jan Theunisse                     | NED                                    | HC   |
| 1992     | Franco Chioccioli                      | ITA                                    | HC   |
| 1993     | Tony Rominger                          | SUI                                    | HC   |
| 1996     | doorkomst geneutraliseerd              | doorkomst geneutraliseerd              | HC   |
| 1998     | Marco Pantani                          | ITA                                    | HC   |
| 1999     | José Luis Arrieta                      | ESP                                    | HC   |
| 2000     | Pascal Hervé                           | FRA                                    | HC   |
| 2002     | Santiago Botero                        | COL                                    | HC   |
| 2003     | Stefano Garzelli                       | ITA                                    | HC   |
| 2005     | Alexandre Vinokourov                   | KAZ                                    | HC   |
| 2006     | Michael Rasmussen                      | DEN                                    | HC   |
| 2007     | Mauricio Soler                         | COL                                    | HC   |
| 2008     | Stefan Schumacher                      | GER                                    | HC   |
| 2011 (1) | Andy Schleck                           | LUX                                    | HC   |
| 2011 (2) | Andy Schleck                           | LUX                                    | HC   |
| 2015     | route gewijzigd, geen passage Galibier | route gewijzigd, geen passage Galibier | HC   |
| 2017     | Primož Roglič                          | SLO                                    | HC   |
| 2019     | Nairo Quintana                         | COL                                    | HC   |
| 2022 (1) | Warren Barguil                         | FRA                                    | HC   |
| 2022 (2) | Anthony Perez                          | FRA                                    | HC   |
| 2024     | Tadej Pogačar                          | SLO                                    | HC   |

In 1935 viel Francisco Cepeda hard tijdens de afdaling van de Galibier, waarbij hij een schedelbasisfractuur opliep. Hij overleed enkele dagen later in het ziekenhuis aan zijn verwondingen. In 1936 legde Theo Middelkamp op deze bergpas de basis voor de eerste Nederlandse etappeoverwinning in de Ronde van Frankrijk. 
In 1998 kleineerde Marco Pantani Jan Ullrich. De Italiaan Pantani vloog tijdens hagelbuien en lage temperaturen weg van Ullrich die op de top tien minuten verloren had.
In 2011 is de col voor de eerste maal op twee opeenvolgende dagen beklommen. Bij de eerste van die twee beklimmingen is voor het eerst in de geschiedenis gefinisht op de top van de Galibier. Boven op de Galibier won Andy Schleck met overmacht, voor zijn broer Fränk en Cadel Evans. Ook de volgende dag kwam Schleck als eerste boven.
In 2013 werd de Galibier tijdens de vijftiende etappe van de Ronde van Italië beklommen. Vanwege de slechte weersomstandigheden werd de etappe ingekort tot 4,2 kilometer onder de top van de col. De finish lag bij het monument voor Marco Pantani. De Italiaan Giovanni Visconti won de etappe.
In 2015 stond de Galibier in de route. De Tunnel du Chambon op de route stond echter op instorten, waardoor de tourorganisatie het parcours aanpaste tot over de Col de la Croix-de-Fer.
In 2024 werd de Col du Galibier in de vierde etappe beklommen via de zijde van de Col du Lautaret. Tadej Pogačar plaatste in de slotkilometer van de beklimming een aanval en kwam met kleine voorsprong op zijn rivaal Jonas Vingegaard als eerste boven. Na een snelle afdaling won Tadej Pogačar de rit in Valloire en nam de gele trui over van Richard Carapaz.